# Мангила
Вижте пояснителната страница за други значения на Могила.
Мaнгѝла или Монгѝла или понякога книжовно Могѝла (на гръцки: Άνω Περιβόλι, Ано Периволи, или само Περιβόλι, катаревуса: Άνω Περιβόλιον, Ано Периволион, до 1926 година Μαγγέλα, Мангела) е село в Егейска Македония, Гърция, дем Хрупища, област Западна Македония.

## География
Селото се намира на 15 километра югозападно от град Костур (Кастория) и на 8 километра югозападно от демовия Хрупища (Аргос Орестико), на десния бряг на река Галешово в полите на планината Одре (Одрия).

## История

### В Османската империя
В края на XIX век Мангила е чисто българско село. Според статистиката на Васил Кънчов („Македония. Етнография и статистика“) в 1900 година Мангила има 250 жители българи.
При потушаването на Илинденското въстание през лятото на 1903 година селото е изгорено от турците и около 20 селяни са убити.
След въстанието в началото на 1904 година цялото село минава под върховенството на Българската екзархия. Същата година турските власти не допускат учителия Сидер Стерьов от Галища да отвори българско училище в селото. По данни на секретаря на екзархията Димитър Мишев („La Macédoine et sa Population Chrétienne“) в 1905 година в Могила има 96 българи екзархисти. Според Георги Константинов Бистрицки Могила преди Балканската война има 20 български къщи.
През февруари 1905 година селото е нападнато от гръцка андартска чета, която обгражда църквата по време на богослужението, убива свещеника Тома Василев заедно с две деца, един овчар и ранява Ташовица Гандова. Избиването на селяните е прекъснато от появилата се районна чета на ВМОРО, начело с Киряк Шкуртов и селската милиция, които отблъскват андартите от селото в гората Грижник към Либешево, като раняват шестима от тях.
Според Георгиос Панайотидис, учител в Цотилската гимназия в 1910 година в Монгила (Μογγίλα) има 20 семейства „българогласни“, които от 3 схизматични, като гърците поддържат училище и църква.
На етническата карта на Костурското братство в София от 1940 година, към 1912 година Могила е обозначено като българско селище.

### В Гърция
В 1912 година по време на Балканската война в Мангила влизат гръцки части и след Междусъюзническата война на следната 1913 година селото попада в Гърция.
В междувоенния период има изселване към България и отвъд океана. От 1914 до 1919 година 7 жители на Мангила, а след 1919 още 5 емигрират в България по официален път. Боривое Милоевич пише в 1921 година („Южна Македония“), че Могила има 20 къщи славяни християни.
В 1926 година селото е прекръстено на Ано Периволи. Селяните ходят на гурбет и работят като мелничари.
Селото пострадва силно по време на Гражданската война (1946 – 1949) – няколко селяни загиват, а 7 семейства и 20 отделни човека емигрират в източноевропейските страни.
| Година    | 1913 | 1920 | 1928 | 1940 | 1951 | 1961 | 1971 | 1981 | 1991 | 2001 | 2011 | 2021 |
| --------- | ---- | ---- | ---- | ---- | ---- | ---- | ---- | ---- | ---- | ---- | ---- | ---- |
| Население | 130  | 86   | 104  | 123  | 80   | 89   | 51   | 43   | 24   | 24   | 19   | 10   |

## Личности
Родени в Мангила
- Георги Баганов (Γεώργιος Μπαγανάς), гръцки андартски деец, агент от ІІІ ред[16]
- Илия Ничов (1919 – 1948), гръцки комунист; произхожда от бедно семейство; взима участие в Итало-гръцката война от 1940 – 1941 година; по време на окупацията се включва в редовете на ЕЛАС; през март 1946 година е арестуван и измъчван от полицията и през същата година се включва в редовете на ДАГ, като става командир на батальон; взима участие в отбраната на Грамос; в 1948 година е тежко ранен в Нидрузи; загива в района на Харос[17]
- поп Тома Василев, български свещеник, убит от андартите на 19 февруари 1905 година
- Тошо Гунджов (Ташо, Ташо Гундзов), деец на ВМОРО,[18] член на селската милиция; арестуван в 1905 година за участие в нападението над Жиковищкия манастир заедно с Илия Балючев и изпратен на заточение на Родос, където престоява до Хуриета[19]